# سيول سورومون
سيول سورومون (بالإنجليزية: Seule Soromon)‏ (مواليد 14 أغسطس 1984 في ميلي) لاعب كرة قدم فانواتي دولي يجيد اللعب في خط الهجوم . يلعب حاليا لصالح نادي يونغهارت ماناواتو النيوزيلندي منذ 2009 .

## روابط خارجية
- سيول سورومون على موقع الاتحاد الدولي (مؤرشف)  (الإنجليزية)
- سيول سورومون على موقع قاعدة بيانات كرة القدم.إي يو (الإنجليزية)
- سيول سورومون على موقع ناشيونال فوتبول تيمز (الإنجليزية)
- سيول سورومون على موقع Soccerway.com (الإنجليزية)
- سيول سورومون على موقع عالم كرة القدم.نت (الإنجليزية)
- سيول سورومون على موقع كووورة